# Алі Машані
Алі Машані (араб. علي المشاني, нар. 12 липня 1993, Бізерта) — туніський футболіст, що грав на позиції нападника.

## Клубна кар'єра
Розпочав грати у футбол в клубі «Бізертен» з рідного міста, де провів п'ять сезонів, вигравши Кубок Тунісу у сезоні 2012/13.
Згодом 2015 року перейшов у «Есперанс», з яким двічі вигравав національний чемпіонат і один раз кубок, а 2018 року виграв з командою Лігу чемпіонів КАФ.

## Виступи за збірну
У 2015 році з командою до 23 років був учасником молодіжного чемпіонату Африки.
Протягом 2015—2016 років провів два матчі за національну збірної Тунісу, у складі якої був учасником чемпіонату африканських націй 2016 року у Руанді, де його команді дійшло до чвертьфіналу.

## Досягнення
- Чемпіон Тунісу: 2016/17, 2017/18
- Володар Кубка Тунісу: 2012/13, 2015/16
- Переможець Ліги чемпіонів КАФ: 2018